# Zaireichthys brevis
Zaireichthys brevis är en fiskart som först beskrevs av Boulenger, 1915.  Zaireichthys brevis ingår i släktet Zaireichthys och familjen Amphiliidae. IUCN kategoriserar arten globalt som livskraftig. Inga underarter finns listade i Catalogue of Life.